# Ravishing Grimness
A Ravishing Grimness a Darkthrone norvég black metal együttes  hetedik nagylemeze. 1998 decemberétől 1999 áprilisáig tartottak a felvételek és még 1999-ben kiadta a Moonfog Productions kiadó.
Az albumon érezhető változások történtek zeneileg és dalszövegileg is az előző Darkthrone-albumokhoz képest. A zenekar megmaradt a régi black metalos vonalon, de a zene valamennyivel lassabb, kevesebb blast beat dobtechnikákkal rendelkezik, mint az előző albumok. A számok hangzása tisztább. Ezek a tényezők következtében több kritikát kaptak a régebbi rajongóiktól. A dalok zenéit a "The Beast" kivételével Nocturno Culto írta. Az album dalszövegtémái is mások, mint az eddig megszokottak, sokkal inkább titokzatosabb, avantgárd témák jellemzik, a régebbi albumok vallásellenes és sátánista dalszövegeivel szemben.
Az album bookletét Nocturno Culto "Nocturnal Cult"-nak nevezte. A bookletben található összes t betű fordított kereszttel lett felcserélve.
2011-ben az albumot újra kiadták új borítóval a Peaceville Records által.

## Számlista
| 1.    | Lifeless                         | 5:42 |
| 2.    | The Beast (Fenriz, Aldrahn, Fog) | 5:30 |
| 3.    | The Claws of Time                | 7:03 |
| 4.    | Across the Vacuum                | 7:14 |
| 5.    | Ravishing Grimness               | 7:26 |
| 6.    | To the Death (Under the King)    | 4:45 |
| 37:40 |                                  |      |

## Közreműködők
- Fenriz – dob
- Nocturno Culto – gitár, basszusgitár, ének

## Fordítás
Ez a szócikk részben vagy egészben  a   Ravishing Grimness című angol Wikipédia-szócikk fordításán alapul.  Az eredeti cikk szerkesztőit annak laptörténete sorolja fel. Ez a jelzés csupán a megfogalmazás eredetét és a szerzői jogokat jelzi, nem szolgál a cikkben szereplő információk forrásmegjelöléseként.